# Distribución geométrica
En teoría de probabilidad y estadística, la distribución geométrica es cualquiera de las dos distribuciones de probabilidad discretas siguientes:
- Si {\displaystyle X=\{0,1,2,\dots \}} es el número de fracasos antes del primer éxito. (TIPO-I)
- Si {\displaystyle X=\{1,2,\dots \}} es el número necesario para obtener un éxito. (TIPO-II)

## Definición

### Notación
Si una variable aleatoria discreta {\displaystyle X} sigue una distribución geométrica con parámetro {\displaystyle 0<p<1} entonces escribiremos {\displaystyle X\sim \operatorname {Geometrica} (p)} o simplemente {\displaystyle X\sim \operatorname {Geo} (p)}. 

### Función de probabilidad
Si la variable aleatoria discreta {\displaystyle X} se usa para modelar el número total de intentos hasta obtener el primer éxito en una sucesión de ensayos independientes Bernoulli en donde en cada uno de ellos la probabilidad de éxito es {\displaystyle p} entonces la función de probabilidad de {\displaystyle X\sim \operatorname {Geometrica_{II}} (p)} es
{\displaystyle \operatorname {P} [X=x]=p(1-p)^{x-1}}
para {\displaystyle x=1,2,3,\dots }

### Función de distribución
Si {\displaystyle X\sim \operatorname {Geometrica} (p)} entonces la función de distribución está dada por
{\displaystyle {\begin{aligned}\operatorname {P} [X\leq x]&=\sum _{k=1}^{x}p(1-p)^{k-1}\\&=\sum _{k=0}^{x-1}p(1-p)^{k}\\&=p\sum _{k=0}^{x-1}(1-p)^{k}\\&=p\left({\frac {1-(1-p)^{x-1+1}}{1-(1-p)}}\right)\\&=1-(1-p)^{x}\end{aligned}}}
para {\displaystyle x=1,2,3,4,\dots }

## Propiedades
Si {\displaystyle X\sim \operatorname {Geometrica_{II}} (p)} considerando que {\displaystyle X} modela el número de fracasos antes del primer éxito entonces la variable aleatoria {\displaystyle X} cumple con algunas propiedades:

### Media
La media de {\displaystyle X}, siempre que {\displaystyle X} modele el número de ensayos hasta obtener el primer éxito(TIPO-II), está dada por:
{\displaystyle \operatorname {E} [X]={\frac {1}{p}}}
| Demostración |
| Se demuestra fácilmente si consideramos la definición de esperanza {\displaystyle \operatorname {E} [X]{\overset {\text{def}}{=}}\sum _{x=1}^{\infty }xPr[X=x]=\sum _{x=1}^{\infty }xp(1-p)^{x-1}{\overset {q:=1-p}{=}}p\sum _{x=1}^{\infty }xq^{x-1}=p\sum _{x=1}^{\infty }{\frac {\mathrm {d} }{\mathrm {d} q}}\left(q^{x}\right)=p{\frac {\mathrm {d} }{\mathrm {d} q}}\left(\sum _{x=1}^{\infty }q^{x}\right){\overset {\text{Serie geométrica}}{=}}} {\displaystyle =p{\frac {\mathrm {d} }{\mathrm {d} q}}\left({\frac {q}{1-q}}\right)=p{\frac {1}{(1-q)^{2}}}{\overset {q=1-p}{=}}p{\frac {1}{p^{2}}}={\frac {1}{p}}}, donde se consideró la serie geométrica {\displaystyle \sum _{n=0}^{\infty }\alpha ^{n}={\frac {1}{1-\alpha }}}, si \|{\displaystyle \alpha }\| {\displaystyle <1.\quad \square } |

La media de {\displaystyle X}, siempre que {\displaystyle X} modele el número de Fracasos antes del primer éxito (TIPO-I), está dada por:
{\displaystyle \operatorname {E} [X]={\frac {1-p}{p}}}

### Varianza
La varianza de {\displaystyle X} tanto para el TIPO-I como para el TIPO-II, está dada por:
{\displaystyle \operatorname {Var} (X)={\frac {1-p}{p^{2}}}}.
| Demostración |
| Tenemos que {\displaystyle \operatorname {Var} [X]=\operatorname {E} [X^{2}]-\operatorname {E} [X]^{2}=\operatorname {E} [X(X-1)+X]-\operatorname {E} [X]^{2}{\overset {\text{linealidad}}{=}}\operatorname {E} [X(X-1)]+\operatorname {E} [X]-\operatorname {E} [X]^{2}} y {\displaystyle \operatorname {E} [X(X-1)]=\sum _{x\geq 0}^{}{x(x-1)p(1-p)^{x-1}}=p(1-p)\sum _{x\geq 0}^{}{x(x-1)(1-p)^{x-2}}{\overset {q:=1-p}{=}}p(1-p)\sum _{x\geq 0}^{}{{\frac {\mathrm {d} ^{2}}{\mathrm {d} q^{2}}}\left(q^{x}\right)}=} {\displaystyle =p(1-p){{\frac {\mathrm {d} ^{2}}{\mathrm {d} q^{2}}}\left(\sum _{x\geq 0}^{}q^{x}\right)}{\overset {\text{Serie geométrica}}{=}}p(1-p){\frac {\mathrm {d} ^{2}}{\mathrm {d} q^{2}}}\left({\frac {q}{1-q}}\right)=p(1-p){\frac {\mathrm {d} }{\mathrm {d} q}}\left({\frac {1}{(1-q)^{2}}}\right)} {\displaystyle =p(1-p){\frac {2}{(1-q)^{3}}}{\overset {q=1-p}{=}}{\frac {2(1-p)}{p^{2}}}} Por tanto, {\displaystyle \operatorname {Var} [X]=\operatorname {E} [X(X-1)]+\operatorname {E} [X]-\operatorname {E} [X]^{2}={\frac {2(1-p)}{p^{2}}}+{\frac {1}{p}}-{\frac {1}{p^{2}}}={\frac {2(1-p)+p-1}{p^{2}}}={\frac {1-p}{p^{2}}}\quad \square } |

### Función generadora de probabilidad
La función generadora de probabilidad f.g.p está dada por 
{\displaystyle G_{X}(t)={\frac {pt}{1-t(1-p)}}}.
si {\displaystyle |t|<(1-p)^{-1}}.

### Función generadora de momentos
La función generadora de momentos (TIPO-I) está dada por 
{\displaystyle M_{X}(t)={\frac {p}{1-(1-p)e^{t}}}}
si {\displaystyle t<-\ln(1-p)}.
La función generadora de momentos (TIPO-II) está dada por 
{\displaystyle M_{X}(t)={\frac {pe^{t}}{1-(1-p)e^{t}}}}
si {\displaystyle t<-\ln(1-p)}.

### Pérdida de Memoria
La distribución geométrica tiene la propiedad de pérdida memoria, es decir, para cualesquiera {\displaystyle m,n\geq 0}
{\displaystyle \operatorname {P} [X>m+n|X>m]=\operatorname {P} [X>n]}.
Su distribución análoga, la distribución exponencial, también tiene la propiedad de pérdida de memoria. Esto significa que si intentamos repetir el experimento hasta el primer éxito, entonces, dado que el primer éxito todavía no ha ocurrido, la distribución de  condicional del número de ensayos adicionales no depende de cuantos fallos se hayan observado. El dado o la moneda que uno lanza no tiene "memoria" de estos fallos. 
La distribución geométrica es la única distribución discreta que tiene la propiedad de pérdida de memoria.

## Distribuciones relacionadas
- La distribución geométrica {\displaystyle Y} es un caso particular de la distribución binomial negativa con parámetro {\displaystyle k=1}. Más generalmente, si {\displaystyle Y_{1},Y_{2},\dots ,Y_{k}} son variables aleatorias independientes distribuidas geométricamente con parámetro {\displaystyle p} entonces

{\displaystyle Z=\sum _{m=1}^{k}Y_{m}\sim \operatorname {BN} (k,p)}
es decir, {\displaystyle Z} sigue a una distribución binomial negativa con parámetros {\displaystyle k} y {\displaystyle p}.
- La distribución geométrica es un caso especial de la distribución compuesta de Poisson.

- Si {\displaystyle Y_{1},Y_{2},\dots ,Y_{r}} son variables aleatorias independientes distribuidas geométricamente (con diferentes parámetros de éxito pm posibles ), entonces su mínimo

{\displaystyle W=\min _{m}Y_{m}}
también está geométricamente distribuido con parámetro
{\displaystyle p=1-\prod _{m}(1-p_{m})}.